# Poinville
Poinville ist eine französische Gemeinde mit 173 Einwohnern (Stand: 1. Januar 2022) im Département Eure-et-Loir in der Region Centre-Val de Loire. Sie gehört zum Arrondissement Chartres und ist Mitglied im Gemeindeverband Communauté de communes Cœur de Beauce. Die Einwohner werden Poinvillois und Poinvilloises genannt.

## Geographie
Poinville liegt etwa 50 Kilometer südöstlich von Chartres. Umgeben wird Poinville von den Nachbargemeinden Janville im Nordwesten und Norden, Toury im Nordosten und Osten, Tivernon im Südosten, Santilly im Süden sowie Allaines-Mervilliers im Westen und Nordwesten.

## Bevölkerungsentwicklung
| Jahr                       | 1962 | 1968 | 1975 | 1982 | 1990 | 1999 | 2006 | 2013 | 2020 |
| Einwohner                  | 209  | 175  | 136  | 107  | 100  | 110  | 116  | 142  | 160  |
| Quellen: Cassini und INSEE |      |      |      |      |      |      |      |      |      |

## Sehenswürdigkeiten

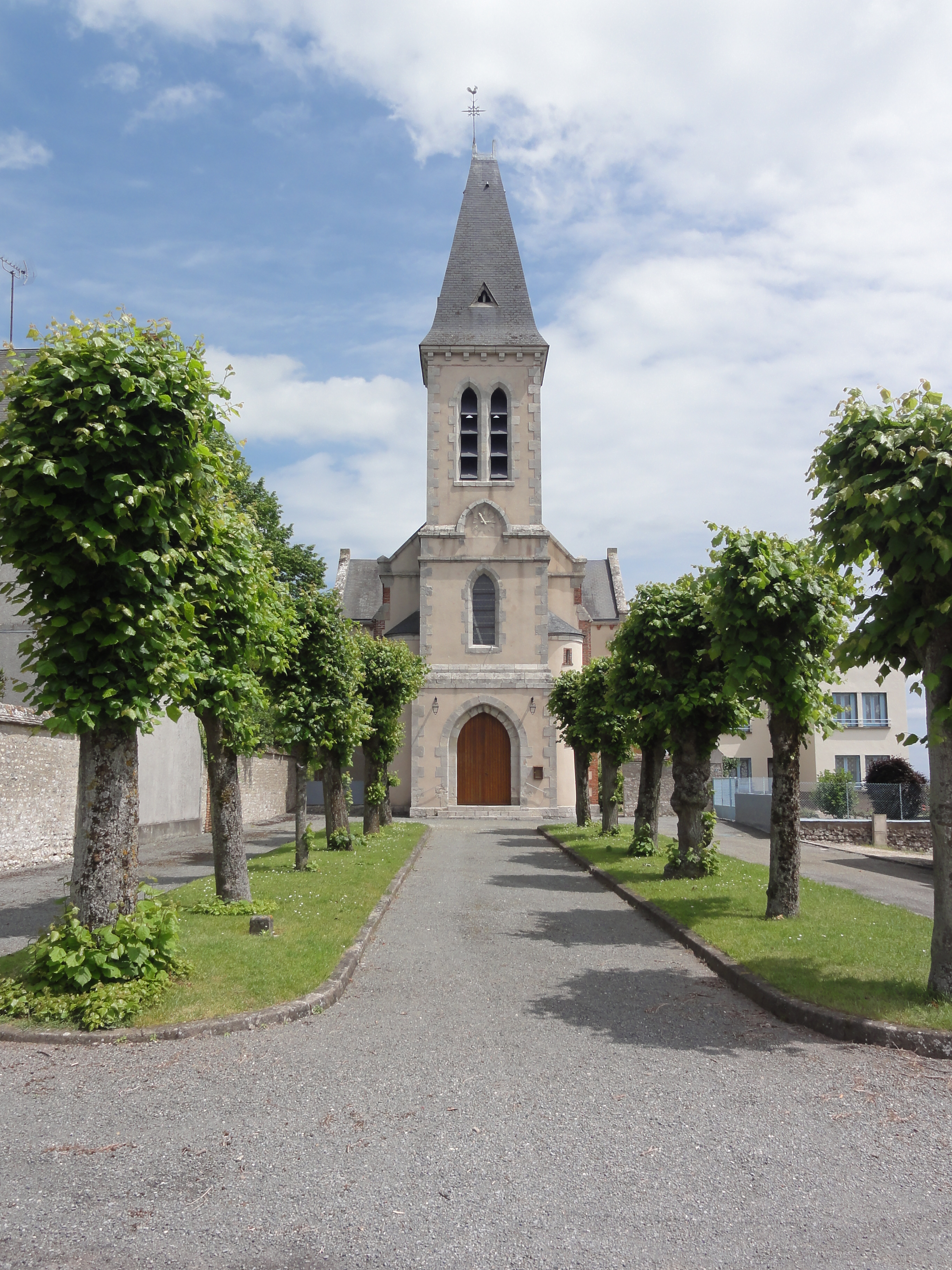
Kirche Saint-Denis
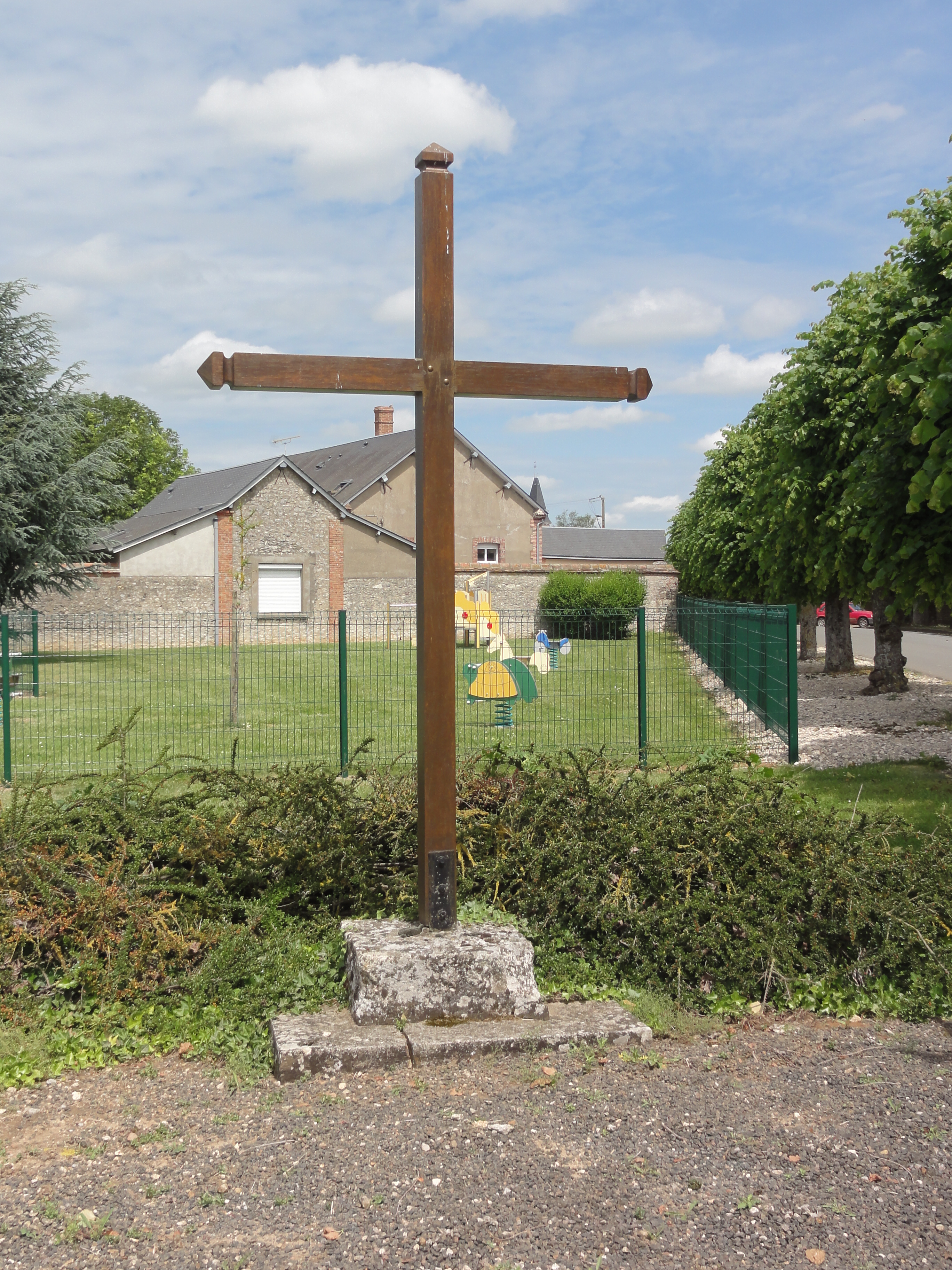
Wegkreuz in Poinville

- Kirche Saint-Denis
- Wegkreuz in Poinville